# Trentino Rosa 2014-2015
Questa voce raccoglie le informazioni riguardanti la Trentino Rosa nelle competizioni ufficiali della stagione 2014-2015.

## Stagione
La stagione 2014-15 è per la Trentino Rosa, sponsorizzata dalla Delta Informatica, la prima in Serie A2: la squadra infatti conquista il diritto di partecipazione alla seconda categoria italiana dopo la vittoria dei play-off promozione della Serie B1 2013-14. In panchina come allenatore viene scelto Marco Gazzotti mentre la rosa rimane quasi invariata rispetto a quella autrice della promozione: infatti alle cessioni di Aurora Bonafini, Ilaria Polato e Giorgia Todesco, fanno seguito gli acquisti di Milica Bezarević, Chiara Candio, Elisa Cardani, Maria Lamprinidou, Silvia Fondriest e Elisa Morolli. Tra le conferme quelle di Giada Marchioron, Ariana Pîrv e Sonia Candi.
Nelle prime nove giornate di campionato la squadra di Trento perde una sola volta, alla sesta giornata, in casa, contro la Beng Rovigo Volley, mentre nelle ultime quattro giornata del girone di andata vince una sola volta, ai danni del Club Italia, per 3-2: si classifica al quinto posto accedendo alla Coppa Italia di Serie A2. Nel girone di ritorno invece il club trentino vince tutte le partite disputate in casa, eccetto nell'ultima di regular season quando viene sconfitta dal Neruda Volley, e perde quelle in trasferta, tranne alla ventunesima giornata contro la Polisportiva Filottrano Pallavolo e alla venticinquesima giornata contro il Club Italia, mantenendo il quarto posto in classifica. Nei play-off promozione viene eliminata già ai quarti di finale a seguito della doppia sconfitta al tie-break contro il Club Italia.
Il quarto posto al termine del girone di andata della Serie A1 2014-15 consente alla Trentino Rosa di prendere parte alla Coppa Italia di Serie A2; nei quarti di finale vince la gara di andata contro il New Volley Libertas per 3-0 ma perde quella di ritorno per 3-1: tuttavia si qualifica al turno successivo grazie ad un miglior quoziente set; nelle semifinali invece, dopo aver vinto all'andata per 3-1, viene sconfitta per 3-0 dal Neruda Volley, la quale per un miglior quoziente set accede alla finale.

## Organigramma societario
Area direttiva
- Presidente: Roberto Postal

Area organizzativa
- Direttore sportivo: Franco Tonetti

Area tecnica
- Allenatore: Marco Gazzotti
- Allenatore in seconda: Serena Avi
- Scout man: Ismaele Pertile
- Dirigente accompagnatore: Maurizio Deval, Graziano Pedron

Area comunicazione
- Speaker: Gabriele Biancardi

Area sanitaria
- Preparatore atletico: Paolo Santorum
- Fisioterapista: Andrzej Palka

## Rosa
| N° | Nome              | Ruolo | Data di nascita  | Nazionalità sportiva |
| -- | ----------------- | ----- | ---------------- | -------------------- |
| 1  | Elisa Cardani     | L     | 5 maggio 1990    | Italia               |
| 3  | Giada Marchioron  | S/O   | 1º agosto 1987   | Italia               |
| 5  | Elisa Morolli     | P     | 1º gennaio 1993  | San Marino           |
| 6  | Silvia Fondriest  | C     | 29 dicembre 1988 | Italia               |
| 7  | Teresa Paoloni    | S     | 7 giugno 1993    | Italia               |
| 8  | Sonia Candi       | C     | 8 novembre 1993  | Italia               |
| 9  | Ilaria Demichelis | P     | 27 agosto 1987   | Italia               |
| 10 | Alice Martini     | S     | 2 giugno 1987    | Italia               |
| 11 | Maria Lamprinidou | C     | 29 giugno 1986   | Grecia               |
| 12 | Katerina Pučnik   | S/O   | 13 marzo 1994    | Italia               |
| 13 | Ariana Pîrv       | S     | 24 maggio 1996   | Italia               |
| 16 | Chiara Candio     | L     | 7 aprile 1998    | Italia               |
| 17 | Milica Bezarević  | S     | 27 dicembre 1991 | Serbia               |

## Mercato
| Acquisti | Acquisti          | Acquisti          | Acquisti   |
| R.       | Nome              | da                | Modalità   |
| -------- | ----------------- | ----------------- | ---------- |
| S        | Milica Bezarević  | Forlì             | definitivo |
| L        | Chiara Candio     | Bassa Vallagarina | definitivo |
| L        | Elisa Cardani     | Pav Udine         | definitivo |
| C        | Silvia Fondriest  | ASKÖ Linz-Steg    | definitivo |
| C        | Maria Lamprinidou | Forlì             | definitivo |
| P        | Elisa Morolli     | Azzurra Casette   | definitivo |

| Cessioni | Cessioni        | Cessioni           | Cessioni   |
| R.       | Nome            | a                  | Modalità   |
| -------- | --------------- | ------------------ | ---------- |
| P        | Aurora Bonafini | Neruda             | definitivo |
| L        | Ilaria Polato   | ?                  | definitivo |
| C        | Giorgia Todesco | Pallavolo Rovereto | definitivo |

## Risultati

### Serie A2

#### Girone di andata
| 1ª giornata - 2 novembre 2014 PalaScoppa, Soverato                 | Soverato               | 2 - 3 | Trentino Rosa | 25-21, 21-25, 25-19, 18-25, 13-15 |
| 3ª giornata - 16 novembre 2014 Palasport Città di Vicenza, Vicenza | Obiettivo Risarcimento | 0 - 3 | Trentino Rosa | 22-25, 22-25, 23-25               |
| 4ª giornata - 23 novembre 2014 PalaSanbapolis, Trento              | Trentino Rosa          | 3 - 1 | Piacentina    | 25-17, 23-25, 25-19, 25-16        |
| 5ª giornata - 30 novembre 2014 Geopalace, Olbia                    | Hermaea                | 2 - 3 | Trentino Rosa | 25-21, 25-22, 20-25, 14-25, 12-15 |
| 6ª giornata - 7 dicembre 2014 PalaSanbapolis, Trento               | Trentino Rosa          | 0 - 3 | Beng Rovigo   | 19-25, 23-25, 21-25               |
| 7ª giornata - 10 dicembre 2014 PalaRavizza, Pavia                  | Pavia                  | 0 - 3 | Trentino Rosa | 23-25, 21-25, 18-25               |
| 8ª giornata - 14 dicembre 2014 PalaSanbapolis, Trento              | Trentino Rosa          | 3 - 0 | Filottrano    | 25-19, 25-18, 25-23               |
| 9ª giornata - 21 dicembre 2014 Palazzetto dello Sport, Caserta     | VolAlto Caserta        | 2 - 3 | Trentino Rosa | 25-20, 22-25, 30-28, 23-25, 10-15 |
| 10ª giornata - 26 dicembre 2014 PalaSanbapolis, Trento             | Trentino Rosa          | 0 - 3 | Pro Victoria  | 16-25, 22-25, 17-25               |
| 11ª giornata - 4 gennaio 2015 PalaJacazzi, Aversa                  | Libertas Aversa        | 3 - 2 | Trentino Rosa | 18-25, 21-25, 25-17, 25-20, 15-8  |
| 12ª giornata - 14 gennaio 2015 PalaSanbapolis, Trento              | Trentino Rosa          | 3 - 2 | Club Italia   | 19-25, 25-23, 25-10, 26-28, 15-13 |
| 13ª giornata - 18 gennaio 2015 PalaResia, Bolzano                  | Neruda                 | 3 - 0 | Trentino Rosa | 25-23, 26-24, 25-17               |

#### Girone di ritorno
| 14ª giornata - 25 gennaio 2015 PalaSanbapolis, Trento      | Trentino Rosa | 3 - 1 | Soverato               | 25-23, 26-24, 25-17               |
| 16ª giornata - 8 febbraio 2015 PalaSanbapolis, Trento      | Trentino Rosa | 3 - 1 | Obiettivo Risarcimento | 25-22, 16-25, 25-18, 25-22        |
| 17ª giornata - 14 febbraio 2015 PalaFranzanti, Piacenza    | Piacentina    | 3 - 2 | Trentino Rosa          | 34-32, 23-25, 17-25, 25-22, 20-18 |
| 18ª giornata - 21 febbraio 2015 PalaSanbapolis, Trento     | Trentino Rosa | 3 - 0 | Hermaea                | 25-21, 25-18, 25-18               |
| 19ª giornata - 8 marzo 2015 Palazzetto dello Sport, Rovigo | Beng Rovigo   | 3 - 1 | Trentino Rosa          | 25-17, 16-25, 25-16, 25-21        |
| 20ª giornata - 11 marzo 2015 PalaSanbapolis, Trento        | Trentino Rosa | 3 - 0 | Pavia                  | 25-21, 25-19, 25-18               |
| 21ª giornata - 15 marzo 2015 PalaBaldinelli, Osimo         | Filottrano    | 1 - 3 | Trentino Rosa          | 23-25, 25-22, 14-25, 13-25        |
| 22ª giornata - 22 marzo 2015 PalaSanbapolis, Trento        | Trentino Rosa | 3 - 0 | VolAlto Caserta        | 25-20, 25-18, 25-16               |
| 23ª giornata - 29 marzo 2015 Palazzetto dello Sport, Monza | Pro Victoria  | 3 - 1 | Trentino Rosa          | 26-28, 25-20, 25-10, 25-22        |
| 24ª giornata - 4 aprile 2015 PalaSanbapolis, Trento        | Trentino Rosa | 3 - 0 | Libertas Aversa        | 25-19, 25-19, 25-21               |
| 25ª giornata - 8 aprile 2015 Centro Pavesi, Milano         | Club Italia   | 1 - 3 | Trentino Rosa          | 25-23, 19-25, 18-25, 15-25        |
| 26ª giornata - 12 aprile 2015 PalaSanbapolis, Trento       | Trentino Rosa | 1 - 3 | Neruda                 | 25-16, 13-25, 20-25, 18-25        |

#### Play-off promozione
| Quarti di finale (andata) - 15 aprile 2015 Centro Pavesi, Milano   | Club Italia   | 3 - 2 | Trentino Rosa | 23-25, 25-22, 25-21, 24-26, 15-11 |
| Quarti di finale (ritorno) - 19 aprile 2015 PalaSanbapolis, Trento | Trentino Rosa | 2 - 3 | Club Italia   | 22-25, 26-28, 25-8, 25-20, 13-15  |

### Coppa Italia di Serie A2

#### Fase a eliminazione diretta
| Quarti di finale (andata) - 21 gennaio 2015 PalaSanbapolis, Trento | Trentino Rosa   | 3 - 0 | Libertas Aversa | 25-15, 25-15, 25-16               |
| Quarti di finale (ritorno) - 20 gennaio 2015 PalaJacazzi, Aversa   | Libertas Aversa | 3 - 1 | Trentino Rosa   | 17-25, 25-17, 25-23, 25-18        |
| Semifinali (andata) - 4 febbraio 2015 PalaSanbapolis, Trento       | Trentino Rosa   | 3 - 2 | Neruda          | 23-25, 25-19, 22-25, 25-21, 15-11 |
| Semifinali (ritorno) - 11 febbraio 2015 PalaResia, Bolzano         | Neruda          | 3 - 1 | Trentino Rosa   | 25-21, 21-25, 25-19, 25-17        |

## Statistiche

### Statistiche di squadra
| Competizione             | Punti | In casa | In casa | In casa | In trasferta | In trasferta | In trasferta | Totale | Totale | Totale |
| Competizione             | Punti | G       | V       | P       | G            | V            | P            | G      | V      | P      |
| ------------------------ | ----- | ------- | ------- | ------- | ------------ | ------------ | ------------ | ------ | ------ | ------ |
| Serie A2                 | 46    | 13      | 9       | 4       | 13           | 7            | 6            | 26     | 16     | 10     |
| Coppa Italia di Serie A2 | -     | 2       | 2       | 0       | 2            | 0            | 2            | 4      | 2      | 2      |
| Totale                   | -     | 15      | 11      | 4       | 15           | 7            | 8            | 30     | 18     | 12     |

G = partite giocate; V = partite vinte; P = partite perse

### Statistiche dei giocatori
| Giocatore      | Serie A2 | Serie A2 | Serie A2 | Serie A2 | Serie A2 | Coppa Italia di Serie A2 | Coppa Italia di Serie A2 | Coppa Italia di Serie A2 | Coppa Italia di Serie A2 | Coppa Italia di Serie A2 | Totale | Totale | Totale | Totale | Totale |
| Giocatore      | P        | PT       | AV       | MV       | BV       | P                        | PT                       | AV                       | MV                       | BV                       | P      | PT     | AV     | MV     | BV     |
| -------------- | -------- | -------- | -------- | -------- | -------- | ------------------------ | ------------------------ | ------------------------ | ------------------------ | ------------------------ | ------ | ------ | ------ | ------ | ------ |
| M. Bezarević   | 26       | 256      | ?        | ?        | ?        | 4                        | 34                       | 26                       | 3                        | 5                        | 30     | 290    | ?      | ?      | ?      |
| S. Candi       | 26       | 238      | ?        | ?        | ?        | 3                        | 25                       | 13                       | 12                       | 0                        | 29     | 263    | ?      | ?      | ?      |
| C. Candio      | 4        | -        | -        | -        | -        | 1                        | -                        | -                        | -                        | -                        | 5      | -      | -      | -      | -      |
| E. Cardani     | 26       | -        | -        | -        | -        | 3                        | -                        | -                        | -                        | -                        | 29     | -      | -      | -      | -      |
| E. Demichelis  | 24       | 33       | ?        | ?        | ?        | 4                        | 4                        | 1                        | 2                        | 1                        | 28     | 37     | ?      | ?      | ?      |
| S. Fondriest   | 21       | 113      | ?        | ?        | ?        | 4                        | 38                       | 27                       | 10                       | 1                        | 25     | 151    | ?      | ?      | ?      |
| M. Lamprinidou | 26       | 228      | ?        | ?        | ?        | 4                        | 28                       | 17                       | 10                       | 1                        | 30     | 256    | ?      | ?      | ?      |
| G. Marchioron  | 23       | 471      | ?        | ?        | ?        | 4                        | 69                       | 63                       | 4                        | 2                        | 25     | 540    | ?      | ?      | ?      |
| A. Martini     | 24       | 190      | ?        | ?        | ?        | 4                        | 13                       | 12                       | 1                        | 0                        | 28     | 203    | ?      | ?      | ?      |
| E. Morolli     | 17       | 5        | ?        | ?        | ?        | 1                        | 1                        | 1                        | 0                        | 0                        | 18     | 6      | ?      | ?      | ?      |
| T. Paoloni     | 10       | 8        | ?        | ?        | ?        | 1                        | 7                        | 7                        | 0                        | 0                        | 11     | 15     | ?      | ?      | ?      |
| A. Pîrv        | 23       | 141      | ?        | ?        | ?        | 4                        | 24                       | 20                       | 3                        | 1                        | 27     | 165    | ?      | ?      | ?      |
| K. Pučnik      | 12       | 9        | ?        | ?        | ?        | 2                        | 18                       | 15                       | 1                        | 2                        | 14     | 27     | ?      | ?      | ?      |

P = presenze; PT = punti totali; AV = attacchi vincenti; MV = muri vincenti; BV = battute vincenti